# Kelet-hamái offenzíva
A 2017-es kelet-hamái offenzíva a Szíriai Hadsereg egyik katonai offenzívája volt az ISIL ellen, melynek fő célkitűzése a Ithriyah-Sheikh Hilal út, az Aleppóba vezető kormányzati utánpótlási útvonal egy részének biztosítása és a Wadi Auzain felé történő előretörés volt.

## Az offenzíva
Május 31-én a Szíriai Arab Hadsereg és szövetségesei az Orosz Légierő támogatásával offenzívát indítottak az ISIL egyik erődítménye, Uqayribat elen Hamá kormányzóság Salamiyah körzetének keleti felében. Másnaőp egy újabb csoportnyi kormányzati harcos érkezett a térségbe. Uqayribat volt az ISIL Salamiyah felé induló támadásainak kiinduló állomása. Június 3-án a szíriai és orosz repülőgépek 30-nál is több légi támadást indítottak az ISIl állásai ellen. Nehéztüzérséget és rakétákat is bevetettek.
Június 5-én délelőtt a Szíriai Arab Hadsereg az NDF támogatásával egy második fronton is támadást indítottak az ISIL ellen, Sheikh Hilaltól ,délre. A szárazföldi akciók előtt a ISIL pozícióit megállás nélkül lőtték a levegőből. Másnap a Hadsereg Sheikh Hilaltól délkeletre elfoglalt két várost.
Június 12-én a Szíriai Hadsereg technikalokat, légvédelmi fegyvereket és rakétákat küldött teherautókkal a helyszínre. Négy nappal később a kormányerők újraindították az offenzívát, elfoglalták Tal Dabbart Debah magas hegycsúcsát, utána pedig az Aqareb-gát felé fordították figyelmüket. Június 18-án a Hadsereg négy falut elfoglalt Uqayribattól keletre az Ithriya és az al-Saan közötti út mentén. Július 13-án a Sivatagi Sólymok az NDF-fel és a Liwa al-Quds seregeivel biztosította Um Tuwaynah, al-Hardaneh és al-Qatshiyah falvakat, melyek a Salamiyah Ithriyah úttól délre feküdtek. Ezzel biztosítottá vált az Aleppóba vezető utánpótlási útvonal.